# Dernier Amour (film, 1978)
Pour les articles homonymes, voir Primo amore et Dernier Amour.
Pour plus de détails, voir Fiche technique et Distribution.
Dernier Amour (Primo amore) est un film italien réalisé par Dino Risi et sorti en 1978.

## Synopsis
Picchio (Ugo Tognazzi), un ancien comédien sur la soixantaine, tombe amoureux de Renata (Ornella Muti), une jeune employée de sa maison de repos à San Pellegrino dans le nord de l'Italie, et décide de l'emmener à Capri puis à Rome pour la lancer et relancer en même temps sa propre carrière de comique. 
La désillusion sera immense : Renata le quitte pour un homme marié qui l'exploite dans des transmissions télévisées suggestives et Picchio retourne à sa maison de repos.

## Fiche technique
- Titre original : Primo amore
- Réalisation : Dino Risi
- Scénario : Ruggero Maccari, Dino Risi
- Production :  Dean Film
- Image : Tonino Delli Colli
- Musique : Riz Ortolani
- Montage : Alberto Gallitti
- Durée : 118 minutes
- Genre :  Comédie dramatique
- Dates de sortie :
  - 25 octobre 1978 ( France)
  - 10 novembre 1978 ( Italie)
  - 17 août 2011 (DVD)[1]
- Affiche : Jouineau Bourduge (France)

## Distribution
- Ugo Tognazzi : Ugo Cremonesi  « Picchio  »
- Ornella Muti : Renata Mazzetti
- Riccardo Billi : Augustarello
- Mario Del Monaco : directeur
- Caterina Boratto: Lucy
- Venantino Venantini:  Emilio
- Enzo Maggio : Trottolino
- Marina Hedman  : femme polonaise
- Vittorio Zarfati
- André Hildebrand